# Fletcher (Vermont)
Fletcher – miasto w Stanach Zjednoczonych, w stanie Vermont, w hrabstwie Franklin.